# Hermann Mächtig
Hermann Mächte (né le 18 août 1837 à Breslau et mort le 1er juillet 1909 à Berlin) est un architecte paysagiste prussien et directeur des jardins municipaux de Berlin de 1878 jusqu'à sa mort en 1909. Il joue un rôle clé dans la création du parc de Treptow, du cimetière central de Friedrichsfelde, dans la refonte de la Pariser Platz et de nombreuses autres places de la ville de Berlin.

## Biographie
Hermann Migt est le fils du sculpteur Carl Micht (1797-1857). Il reçoit d'abord sa formation de 1852 à 1853 dans sa ville natale de Breslau au sein de l'entreprise de jardinage commerciale Monhaupt et de 1854 à 1856 à l'école royale de jardinage du parc animalier de Potsdam (de). À partir de 1864, il travaille comme assistant principal dans les jardins royaux de Potsdam sous la direction de Peter Joseph Lenné et Gustav Meyer, et en même temps il enseigne comme maître de conférences en jardinage paysager à l'école de jardinage de 1865 à 1872. En 1870, il est nommé jardinier de la cour. Meyer, devient directeur de la députation pour l'administration des parcs urbains, des jardins et des arbres à Berlin, l'engage dans son bureau en tant qu'inspecteur des jardins en 1875. Lorsque, après la mort de Meyer en 1877, son poste est à pourvoir, Mächtig lui succède.
Dans toutes ses conceptions et jardins exécutés, Mücht représenté un style de jardinage paysager, selon lequel les « jardins du peuple » doivent servir de lieux d'exercice, de détente, de lieux de divertissement social, ainsi que de jouissance de la nature, d'éducation et de raffinement des coutumes

## Parcs et jardins d'après les plans de Müchtig (chronologique)
- Participation aux travaux de planification et d'aménagement du Plänterwald (de) (1873)
- Parc de Treptow (basé sur les dessins de Gustav Meyer, 1876-1888, coûte 1,2 million de marks)
- Refonte de la Pariser Platz (1880)
- Cimetière central de Friedrichsfelde (jusqu'en mai 1881 ; avec Axel Fintelmann (de) ; sur le modèle du cimetière d'Ohlsdorf à Hambourg, ouvert en 1877 et conçu comme un parc paysager) Après l'achèvement du nouveau cimetière, un contemporain rend le verdict suivant : « un parc d'une beauté pittoresque qui, sans manquer du caractère sérieux d'un lieu de sépulture, est très accueillant pour les habitants de Berlin et de sa banlieue Est »[3].
- Parc de l'église Sainte-Élisabeth du faubourg de Rosenthal (de) (1881)
- Leopoldplatz (1882-1887, 1893, 1906-1909)
- Senefelderplatz (de) (1885)
- Refonte de la Wilhelmplatz et de la Zietenplatz (de) (vers 1890 ; en collaboration avec Hermann Geitner)
- Réaménagement de la Schloßstraße (de) à Charlottenbourg (1885-1886)
- Kollwitzplatz (1887)
- Dönhoffplatz (1887)
- Parc Victoria (1888-1894 ; avec un caractère montagnard)
- Gendarmenmarkt (1893-1894)
- Restauration ou réaménagement du cimetière des morts de mars (de) (1900)
- Réaménagement de la Lützowplatz (1900)[4]
- Arnswalder Platz (de) (1904-1907)
- Arnimplatz (de) (1905-1907)
- Brunnenplatz (de) (1905-1908)

## Honneurs
La tombe d'Hermann Migt dans la Kastanienallee du cimetière central de Friedrichsfelde, dont la tombe est classée monument historique, est soigneusement entretenue.
Une rue de Potsdam porte le nom d'Hermann Müchtig.